# Bluszczyk
Bluszczyk (Glechoma L.) – rodzaj roślin z rodziny jasnotowatych. Obejmuje 7 gatunków. Rośliny te występują w strefie umiarkowanej w Europie i Azji, z centrum zróżnicowania we wschodniej Azji, gdzie rośnie 5 gatunków. W Polsce występują dwa gatunki – bluszczyk kosmaty G. hirsuta i bluszczyk kurdybanek G. hederacea. Rośliny z tego rodzaju są uprawiane i dziczejące w Ameryce Północnej i Południowej.
Zasiedlają one zwykle formacje trawiaste, brzegi lasów i strumieni. Rośliny uprawiane są jako ozdobne, wykorzystywane były też jako lecznicze.

## Morfologia
PokrójWieloletnie rośliny zielne, o łodygach pełzających i podnoszących się, z rozłogami. Pędy są bezwonne.
LiściePojedyncze, naprzeciwległe, długoogonkowe, o blaszce u nasady sercowatej.
KwiatyWyrastają skupione po kilka w wierzchotkach, tworzących okółki w kątach górnych i środkowych liści. Kwiaty są krótkoszypułkowe lub siedzące, wsparte drobnymi i szydlastymi podkwiatkami. Kielich rurkowaty lub dzwonkowaty, lekko zgięty i słabo dwuwargowy, z ząbkami trójkątnymi lub szydlastymi. Korona dwuwargowa, niebieskofioletowa, liliowa lub różowa, z rurką dłuższą od kielicha. Górna warga dwuklapowa, prosto wzniesiona, dolna trzyklapowa. Pręciki wystają z rurki korony, ich pylniki rozchylone są pod kątem prostym. Zalążnia naga, na szczycie ze smukłą szyjką i dwudzielnym znamieniem.
OwoceRozłupnie rozpadające się na cztery rozłupki, owalnojajowate, gładkie lub też punktowane, ciemnobrązowe.

## Systematyka
Pozycja systematyczna
Rodzaj z rodziny jasnotowatych Lamiaceae. W jej obrębie zaliczany jest do podrodziny Nepetoideae, plemienia Mentheae i podplemienia Nepetinae.
Wykaz gatunków
- Glechoma biondiana (Diels) C.Y.Wu & C.Chen
- Glechoma grandis (A.Gray) Kuprian.
- Glechoma hederacea L. – bluszczyk kurdybanek
- Glechoma hirsuta Waldst. & Kit. – bluszczyk kosmaty
- Glechoma longituba (Nakai) Kuprian.
- Glechoma × pannonica Borbás
- Glechoma sardoa (Bég.) Bég.
- Glechoma sinograndis C.Y.Wu

## Zastosowanie
Niektóre gatunki są uprawiane jako rośliny ozdobne, głównie jako rośliny okrywowe, ich pędy bowiem łatwo ukorzeniają się, a rośliny mogą rosnąć w częściowym zacienieniu. Są jednak ekspansywne i mogą stać się w ogródku chwastami, z tego też względu nie nadają się na rabaty pomiędzy innymi roślinami ozdobnymi.
Bluszczyk kurdybanek służył do sporządzania leczniczych naparów, stosowanych m.in. przy przeziębieniach. Stosowany był także jako dodatek do piwa, który miał „rozjaśniać umysł”.